# Charakterdesign
Charakterdesign (von engl. character design, dt. auch „Figurendesign“) bezeichnet die Gestaltung und visuell-grafische Umsetzung einer Figur für die spätere Verwendung in Animation, Werbung, Street Art, Grafikdesign, Comic oder bildender Kunst. Die Zeichnungen des Charakterdesigners definieren den Charakter dreidimensional und geben anderen Künstlern die Vorlage für ihre Arbeit mit der Figur, um ein konsistentes Gesamtdesign zu gewährleisten. Der Beruf ist insbesondere in Japan in der Anime-Industrie verbreitet, dort gibt es Studiengänge für Charakterdesign und entsprechende Ausbildungen an Animations-Schulen.
Der Prozess des Charakterdesigns beginnt mit Gesprächen zwischen Projektleiter und Charakterdesigner über das Projekt. Der Designer schlägt dann Entwürfe für die Figuren vor, die von den Beteiligten bewertet werden. Schließlich fertigt der Designer den Entwurf der Figur in charakteristischen Schlüsselpositionen und Perspektiven. Diese werden dann vom Regisseur und Produzenten abgenommen. Meist gibt es bereits Vorlagen, wie beispielsweise Comics oder Bücher, nach denen die Figuren gestaltet werden.